# Podsośnina Łukowska
Podsośnina Łukowska (prononciation : [pɔtsɔɕˈnina wuˈkɔfska]) est un village polonais de la gmina de Łukowa dans le powiat de Biłgoraj de la voïvodie de Lublin dans l'est de la Pologne.
Il se situe à environ 3 kilomètres au nord-est de Łukowa (siège de la gmina), 22 kilomètres au sud-est de Biłgoraj (siège du powiat) et 98 kilomètres au sud de Lublin (capitale de la voïvodie).
Le village comptait approximativement une population de 169 habitants en 2008.

## Histoire
De 1975 à 1998, le village est attaché administrativement à la voïvodie de Zamość.

Depuis 1999, il fait partie de la voïvodie de Lublin.